# Mike Hughes (Ruderer)
Michael „Mike“ Hughes (* 7. August 1959 in St. Catharines) ist ein ehemaliger kanadischer Ruderer.

## Werdegang
Mike Hughes wurde bei den Junioren-Weltmeisterschaften 1975 Zehnter im Zweier mit Steuermann. Zusammen mit Doug Hamilton, Phil Monckton und Bruce Ford belegte Hughes bei den Weltmeisterschaften 1983 den vierten Platz hinter den beiden deutschen Booten aus West und Ost und den Italienern. In der gleichen Besatzung traten die Kanadier in der Regatta mit dem Doppelvierer bei den Olympischen Spielen 1984 in Los Angeles an. Im zweiten Vorlauf belegte die Crew den dritten Platz hinter dem Boot aus der Bundesrepublik Deutschland und den Italienern. Nach dem Sieg im Hoffnungslauf qualifizierten sich die Kanadier für das Finale, wo sie hinter den Deutschen und den Australiern auf dem Bronzerang landeten.
Mike Hughes schloss im gleichen Jahr sein Studium an der Pennsylvania State University ab und trat im Folgejahr vom Rudersport zurück.